# 维安库尔莱基佩
维安库尔莱基佩（法語：Wiencourt-l'Équipée）是法国皮卡第大区索姆省的一个市镇，属于蒙迪迪耶区莫勒伊县。该市镇2009年时的人口为263人。

## 人口
维安库尔莱基佩人口变化图示
| 数据来源：INSEE |